# Carlos Cavaco
Custódio Carlos de Araújo (1878-1961), mais conhecido como Carlos Cavaco, foi um jornalista e militante socialista natural de Santana do Livramento. Liderou a Greve geral de 1906 em Porto Alegre, foi editor dos jornais A Democracia e A Vanguarda. Juntamente com Francisco Xavier da Costa fundou a Federação Operária do Rio Grande do Sul (FORGS).